# Szydłowice
Szydłowice (deutsch Scheidelwitz) ist ein Ort in Landgemeinde Lubsza im Powiat Brzeski der Woiwodschaft Opole (Oppeln) in Polen.

## Geographie
Das Angerdorf Szydłowice liegt in der Nizina Śląska (Schlesische Tiefebene) am rechten Ufer der Oder rund sechs Kilometer westlich von Lubsza (Leubusch), etwa sechs Kilometer nördlich von Brzeg (Brieg) und rund 50 Kilometer nordwestlich von Opole in Polen.
Westlich des Ortes liegt das Naturschutzgebiet „Rezerwat przyrody Grodzisko Ryczyńskie“.
Nachbarorte von Szydłowice sind im Norden Dobrzyń (Groß Döbern) und Błota (Neu Limburg), im Osten Lubsza und im Süden Myśliborzyce (Luisental).

## Geschichte

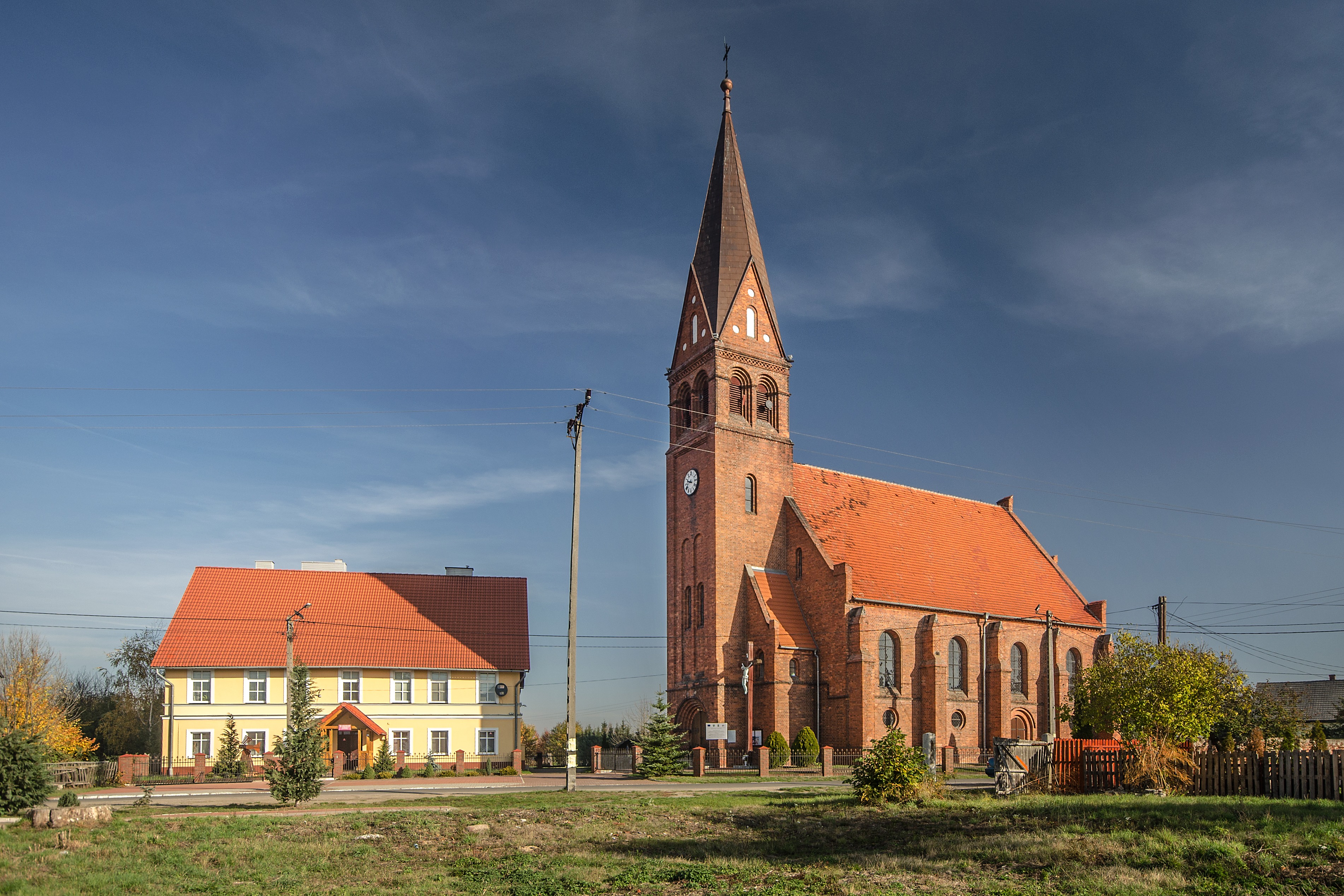
Bartholomäuskirche mit Pfarrhaus

Der Ort wurde erstmals im Jahr 1288 urkundlich erwähnt.
Nach dem Ersten Schlesischen Krieg 1742 fiel Scheidelwitz zusammen mit dem größten Teil Schlesiens an Preußen.
Nach der Neugliederung Preußens gehörte die Landgemeinde Scheidelwitz ab 1815 zur Provinz Schlesien und war ab 1816 dem Landkreis Brieg eingegliedert, mit dem es bis 1945 verbunden blieb. 1874 wurde der Amtsbezirk Scheidelwitz gegründet, welcher die Landgemeinden Groß Döbern, Liednitz, Neu Limburg und Scheidelwitz und die Gutsbezirke Liednitz und Smortawe umfasste. 1880 wurde die evangelische Kirche im Stil der Neugotik errichtet. 1885 zählte der Ort 754 Einwohner.
1933 zählte Scheidelwitz 700 Einwohner, 1939 waren es 686. Bis 1945 befand sich der Ort im Landkreis Brieg.
Als Folge des Zweiten Weltkriegs fiel Scheidelwitz wie fast ganz Schlesien 1945 an Polen, wurde in Szydłowice umbenannt und der Woiwodschaft Schlesien angegliedert. Die deutsche Bevölkerung wurde, soweit sie nicht vorher geflohen war, weitgehend vertrieben. Die neu angesiedelten Bewohner waren zum Teil Heimatvertriebene aus dem Dorf Prusy in Ostpolen. 1950 kam der Ort zur Woiwodschaft Oppeln. Beim Oderhochwasser 1997 wurde das Dorf überflutet. 1999 kam der Ort zum Powiat Brzeski.

## Sehenswürdigkeiten
- Die römisch-katholische Bartholomäuskirche (Kościół św. Bartłomieja Apostoła) wurde 1880 ursprünglich als protestantisches Gotteshaus im neogotischen Stil errichtet. Nach 1945 wurde die Kirche der katholische Gemeinde übergeben.[4] Die Bartholomäuskirche steht seit 2018 unter Denkmalschutz.[7]
- Gedenkkreuz für das Hochwasser 1997
- Hölzernes Wegekreuz

## Vereine
- Freiwillige Feuerwehr OSP Szydłowice
- Fußballverein LZS ZRYW Szydłowice